# Área metropolitana de Topeka
El Área Estadística Metropolitana de Topeka es un Área Estadística Metropolitana (MSA) centrada en la ciudad Topeka, capital de Kansas, en Estados Unidos; definida como tal por la Oficina del Censo de los Estados Unidos. Su población según el censo de 2010 es de 233.870 de habitantes.

## Composición
El área metropolitana está compuesta por los condados de:
- Jackson
- Jefferson
- Osage
- Shawnee
- Wabaunsee

## Principales ciudades del área metropolitana

### Lugares con más de 100,000 habitantes
- Topeka (Ciudad principal)

### Lugares entre 1,000 a 5,000 habitantes
- Auburn
- Burlingame
- Carbondale
- Holton
- Lyndon
- Osage City
- Oskaloosa
- Rossville
- Silver Lake
- Valley Falls

### Lugares entre 500 a 1,000 habitantes
- Alma
- Eskridge
- Hoyt
- McLouth
- Meriden
- Nortonville
- Overbrook
- Ozawkie
- Perry
- Scranton
- Winchester

### Lugares con menos de 500 habitantes
- Alta Vista
- Circleville
- Delia
- Denison
- Harveyville
- Maple Hill
- Mayetta
- McFarland
- Melvern
- Olivet
- Paxico
- Quenemo
- Soldier
- Whiting
- Willard

### Áreas no incorporadas
- Berryton
- Dover
- Mooney Creek
- Pauline
- Tecumseh
- Thompsonville
- Wabaunsee